# Hadrogryllacris paulula
Hadrogryllacris paulula är en insektsart som först beskrevs av Johann Gottlieb Otto Tepper 1892.  Hadrogryllacris paulula ingår i släktet Hadrogryllacris och familjen Gryllacrididae. Inga underarter finns listade i Catalogue of Life.